# لخلخانية
اللخلخانية ظاهرة صوتية لغوية قديمة تعزى إلى أعراب الشحر وعمان حذف حروف بعض الكلمات ودمجها مع بعضها البعض كقولهم: مشالله في ما شاء الله. وفي نجد يُقال: (فِمان الله) في (في أمان الله).